# أدريانا هوفمان
أدريانا هوفمان (بالإسبانية: Adriana Hoffmann) هي أحيائية وعالمة نبات تشيلية، ولدت في 1940 في سانتياغو في تشيلي. كانت هوفمان وزيرة البيئة في دولة تشيلي في عامي 2000 و2001. دافعت عن الإدارة المستدامة للغابات التشيلية وحمايتها، وقادت معارضة قطع الأشجار المحظورة بصفتها منسقة المدافعين عن الغابات التشيلية منذ 1992.
ألفت هوفمان عشرات الكتب حول الحياة النباتية لتشيلي وتعرفت على 106 من الأنواع الجديدة للصبار.

## النشأة والحياة المهنية
ولدت أدريانا هوفمان في سانتياغو لوالديها لولا وفرانتز هوفمان في عام 1940. كبرت أدريانا في بروفيدينشيا، وتعلمت في المدرسة الثانوية ليسيو مانويل دو سالاس. قُبلت هوفمان للدراسة في جامعة تشيلي، ودرست في البداية علم الزراعة. انضمت لأمها أثناء سفرها إلى ألمانيا لدراسة التقنيات الطبية النفسية، وركزت أدريانا هناك على دراسة البيولوجيا والتخصص في علم النبات والإيكولوجيا (علم البيئة). عادت أدريانا إلى تشيلي بعد إنهاء دراستها، وتزوجت المهندس هيرنان كالديرون. عاش الزوجان بالخارج لمدة من الزمن حتى العودة إلى تشيلي في سبعينات القرن الماضي.
سافرت هوفمان أثناء حياتها المهنية عبر تشيلي، موثقة الحياة النباتية وواصفة الأنواع المختلفة. تعرفت هوفمان على 106 من الأنواع الجديدة من الصبار وصنفتهم بحلول إبريل من عام 2008.
أصبحت هوفمان منسقة المنظمة غير الربحية «المدافعين عن الغابات التشيلية» في عام 1992، تُعتبر تلك المنظمة أكبر مجموعة لحماية الغابات. كونت هوفمان «مجموعة المدافعين عن الغابات التشيلية» في عام 1994، وهي مجموعة ضمت أعضاءً مؤسسين منهم مغنيين وشعراء وعلماء اقتصاد مثل مانفريد ماكس نييف والأسقف بيرناردينو بينيرا. كانت هوفمان واحدة من أبرز المدافعين النشطين عن البيئة في تشيلي بحلول منتصف تسعينات القرن الماضي.
عملت هوفمان في مجلس إدارة مؤسسة لاهوين، وهي منظمة مهتمة بشئون الحفاظ على الغابات، التي أسست ملاذ الكاني. كما أنها لعبت دورًا قياديًّا في جمعية العلوم التشيلية وجمعية البيولوجيا التشيلية ومؤسسة الأرض والاتحاد الدولي للحفاظ على الطبيعة ورابطة القائدات التشيليات. شملت جهود هوفمان مع المدافعين عن غابات تشيلي تطوير برنامج تعليمي بيئي للمعلمين.
عين الرئيس ريكاردو لاغوس هوفمان للعمل بصفتها سكرتيرة تنفيذية في المفوضية الوطنية للبيئة في مارس عام 2000. تابعت هوفمان أثناء العمل في هذا المنصب إقامة شبكة مسارات المشي الوطنية، وحسنت نظام تقييم التأثير البيئي، وعملت لتنفيذ برامج التعليم البيئي وتحسين جودة الهواء في سانتياغو. واجهت هوفمان انتقادات أثناء عملها، جاءت هذه الانتقادات بدافع مصالح رجال الأعمال المعارضة لتوجهاتها للحفاظ على البيئة ومن مجموعات بيئية بسبب فقدانها التأثير خلال الإدارة. استقالت هوفمان في أكتوبر 2001 بسبب الموافقة الجدلية على كوك النفط لمولدات الغاز المحروق بالرغم من اعتراضاتها، وصرحت بأنها تشعر بأنها غير مدعومة من لاغوس أو الوزراء عادت هوفمان للعمل مع المدافعين عن الغابات وحضرت نفسها للتقاعد النهائي والعودة للمنزل في كاتشوغوا.

## الدفاع عن البيئة
أعطت حكومة ديكتاتورية بينوشيه مصانع الخشب متعددة الجنسيات سماحًا غير مشروط للتعامل مع الغابات التشيلية والقليل من الحوافز للتعامل مع الخشب الموجود بالفعل في الدولة. لاحظت هوفمان أن الاختفاء السريع للغابات الأصلية الخاصة حدث خلال صادرات رقائق الخشب. أشارت هوفمان في مقال عام 1995 لذلك قائلة: «لقد رأينا بأم أعيننا كيف تأخذ مصانع الخشب كميات هائلة من الأشجار وتنزعها من جذورها، بالفروع وكل شيء.» صارعت هوفمان منذ بداية انشغالها مع المدافعين عن الغابات التشيلية لإصلاح الممارسات التشيلية في التعامل مع الغابات. دافعت هوفمان عن الإدارة المستدامة للغابات في الدولة، مجادلة أن السياحة البيئية والمواد القيّمة مثل الأثاث لهما عائد عظيم على المدى الطويل.
كتبت هوفمان عواميد صحفية عن الإيكولوجيا لـ«الميركيريو» في التسعينات وعارضت اتفاقيات التجارة الحرة التي تستبدل الغابات الأصلية بزرع الأشجار التجاري. انتقدت هوفمان الحكومة التشيلية لعدم تبنيهم لسياسة واضحة فيما يخص الغابات.
صادقت هوفمان رجل الأعمال الأمريكي والمدافع عن البيئة دوغلاس تومبكينز، الذي وفر تمويلًا لمنظمة المدافعين عن الغابات. دافعت هوفمان عن جهوده لتأسيس 1200 فدان كاحتياطي للطبيعة في منطقة البحيرة التشيلية. أفادت ذا نيويورك تايمز أنها قالت: «إذا كانت هذه الاستثمارات في أي مكان آخر غير تشيلي، سيظل أ. تومبكينز بطلًا. ولكنها في تشيلي، حيث يوجد الحسد والغيرة ومصالح رجال الأعمال.»

## الجوائز
اختارت الأمم المتحدة هوفمان في عام 1997 لتكون واحدة من 25 متخصص في البيئة، بصفتهم الأهم في العقد، نظرًا لجهودها لحماية غابات تشيلي. فازت في عام 1999 بالجائزة البيئية الوطنية في فئة التعليم البيئي. نالت جائزة لويس أويارزون من جامعة أوسترال في تشيلي عام 2003 نظرًا لأبحاثها حول الحياة النباتية في تشيلي وعملها في التعليم البيئي. نالت جائزة الزمالة من جمعية العصاري والصبار الأمريكية في عام 2009.
عملت هوفمان أيضًا في هيئة التحكيم لجائزة ساساكاوا لبرنامج الأمم المتحدة للبيئة.